# 玛叶须虫
玛叶须虫（学名：Phyllodoce malmgreni）为叶须虫科叶须虫属的动物。分布于红海、马达加斯加、莫桑比克、澳大利亚东海岸、新几内亚以及中国东海、南海、北部湾等海域。